# Клермонт (Калифорния)
Клермонт (англ. Claremont) — колледж-таун в округе Лос-Анджелес, штат Калифорния, расположенный в горах Сан-Габриэль в 48 километрах к востоку от центра Лос-Анджелеса. Город известен, прежде всего, семью высшими учебными заведениями, расположенными здесь, а также улицами, вдоль которых растет множество деревьев. Благодаря этому за Клермонтом закрепилось прозвище «Город деревьев и докторов философии» (англ. The City of Trees and PhDs). В июле 2007 года CNN совместно с Money magazine составили список лучших мест для проживания в США, в котором Клермонт занял пятое место, что явилось лучшим результатом среди городов Калифорнии.

## Демография

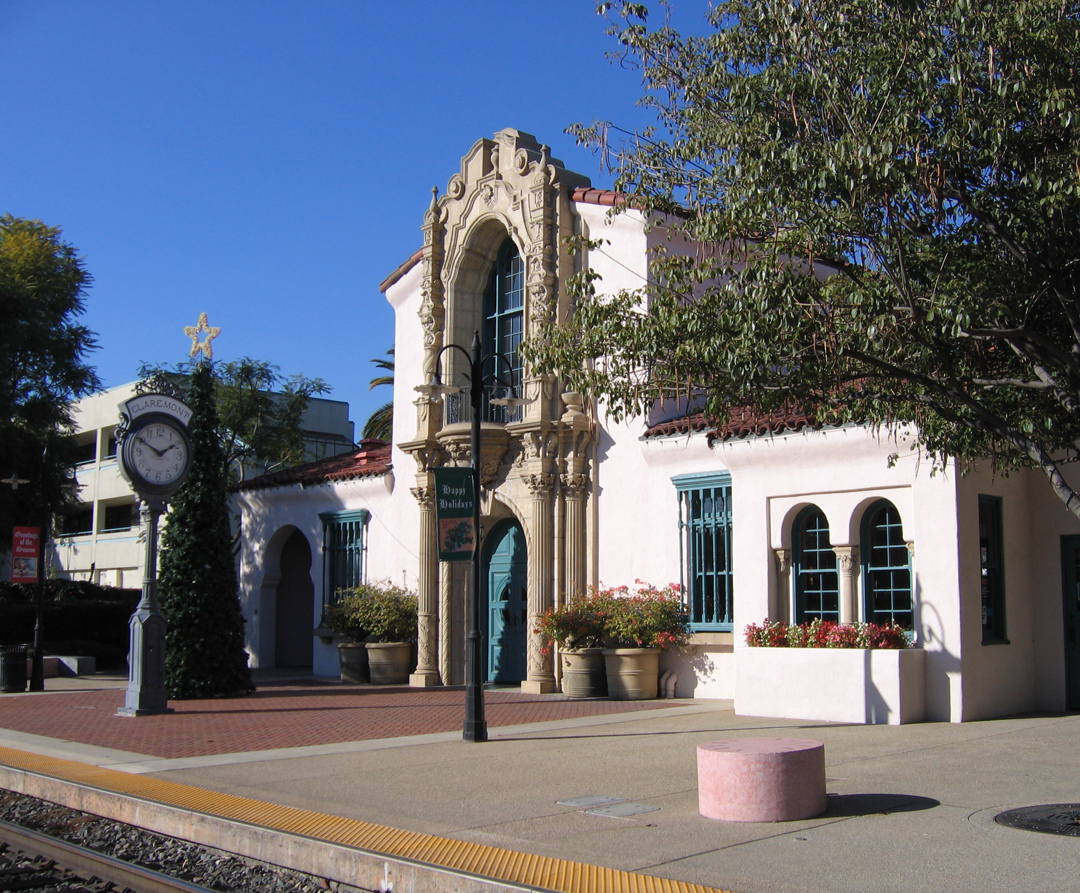
Станция Клермонт на линии Метролинк

По данным переписи 2000 года, население Клермонта составляет 33 998 человек, 11 281 домохозяйство и 7 806 семей, проживающих в городе. Плотность населения равняется 999,0 чел/км². В городе 11 559 единиц жилья со средней плотностью 339,6 ед/км². Расовый состав города включает 73,48% белых, 4,98% чёрных или афроамериканцев, 0,56% коренных американцев, 11,51% азиатов, 0,13% выходцев с тихоокеанских островов, 5,20% представителей других рас и 4,14% представителей двух и более рас. 15,36% из всех рас — латиноамериканцы.
Из 11 281 домохозяйства 31,3% имеют детей в возрасте до 18 лет, 55,7% являются супружескими парами, проживающими вместе, 10,4% являются женщинами, проживающими без мужей, а 30,8% не имеют семьи. 24,9% всех домохозяйств состоят из отдельных лиц, в 10,6% домохозяйств проживают одинокие люди в возрасте 65 лет и старше. Средний размер домохозяйства составил 2,56, а средний размер семьи — 3,08.
В городе проживает 20,7% населения в возрасте до 18 лет, 18,6% от 18 до 24 лет, 22,8% от 25 до 44 лет, 23,3% от 45 до 64 лет, и 14,6% в возрасте 65 лет и старше. Средний возраст населения — 36 лет. На каждые 100 женщин приходится 88,6 мужчин. На каждые 100 женщин в возрасте 18 лет и старше приходится 85,1 мужчин.
Средний доход на домашнее хозяйство составил $83 342, а средний доход на семью $107 287. Доход на душу населения равен $39 648. Около 3,5% семей имеют доход ниже прожиточного уровня.

## География
Общая площадь города равна 34,8 км², из которых 34,0 км² (97,92%) составляет суша и 0,7 км² (2,08%) — вода. Клермонт расположен на востоке округа Лос-Анджелес и располагается в горах Сан-Габриэль. На востоке город граничит с соседним округом Сан-Бернардино.

## Климат
Тип климата Клермонта — средиземноморский (см. Классификация климатов Кёппена).
| Показатель                    | Янв.  | Фев.  | Март | Апр. | Май  | Июнь | Июль | Авг. | Сен. | Окт. | Нояб. | Дек. | Год  |
| ----------------------------- | ----- | ----- | ---- | ---- | ---- | ---- | ---- | ---- | ---- | ---- | ----- | ---- | ---- |
| Средний суточный максимум, °C | 24,4  | 24,4  | 26,7 | 27,2 | 28,3 | 28,3 | 35,0 | 35,0 | 30,6 | 26,1 | 22,8  | 20,0 | 26,7 |
| Средний суточный минимум, °C  | 2,2   | 6,7   | 7,2  | 8,3  | 10,6 | 12,8 | 12,8 | 15,0 | 12,8 | 11,7 | 7,2   | 5,0  | 10,0 |
| Норма осадков, мм             | 102,1 | 102,9 | 87,6 | 18,5 | 6,4  | 1,3  | 0,0  | 3,3  | 7,4  | 16,8 | 32,8  | 51,8 | 406  |
| Источник: Weather.com         |       |       |      |      |      |      |      |      |      |      |       |      |      |